# Ludwik Młokosiewicz
Ludwik Aleksander Młokosiewicz herbu Fuengirola (ur. 25 stycznia 1831 w Warszawie, zm. 4 sierpnia 1909 w Dagestanie) – zoolog i botanik, badacz Kaukazu oraz podróżnik, odkrywca i alpinista.

## Życiorys
Dzieciństwo spędzał w Warszawie oraz w należącym do rodziców majątku ziemskim Omięcinie (niedaleko Szydłowca). Od 1842 do 1845 r. na polecenie ojca i wbrew swej woli uczył się w Aleksandryjskim Korpusie Kadetów w Brześciu nad Bugiem, jednak po śmierci ojca wrócił do Warszawy, nie kończąc tej szkoły i dalsze nauki pobierał prywatnie. W 1853 r. wstąpił do rosyjskiej armii, a jako ochotnik mógł sugerować miejsce służby – wybrał Kaukaz, którym już wcześniej był zafascynowany. Służył w wojsku do 1861 r. W trakcie służby, którą odbywał w Lagodechi na południowo-wschodnich zboczach Kaukazu, w Gruzji uzyskał zgodę dowództwa na urządzenie ozdobnego parku przy garnizonie, do którego sprowadził szereg roślin. W 1862, już jako cywil wyjechał badać przyrodę Persji. Po rocznym pobycie w Persji i Beludżystanie od razu po powrocie został aresztowany pod zarzutami politycznymi i skazany na 6 lat zesłania w guberni woroneskiej, z którego to zesłania zwolniono go w 1867. W 1878 r. powtórnie prowadził badania w Persji. W tymże roku został leśnikiem w Lagodechi, na którym to stanowisku przebywał aż do emerytury w 1897. Prowadził badania przyrodnicze, dostarczał polskim i zagranicznym muzeom okazy botaniczne i zoologiczne. Podjął też próby zdobycia kilku wysokich szczytów Kaukazu i Persji, w tym w 1889 r., Wielkiego Araratu.
Do gatunków noszących do dzisiaj nazwisko Młokosiewicza należą cietrzew kaukaski (Lyrurus mlokosiewiczi), piwonia Młokosiewicza (Paeonia mlokosewitschii) i Orobanche mlokosiewiczii.

### Życie prywatne
Około roku 1810 jego ojciec Franciszek Młokosiewicz ożenił się po raz pierwszy, wziął ślub z Anną Sokołowską, z tego związku Ludwik miał brata przyrodniego, Konstantego Młokosiewicza. 20 kwietnia 1816 r. ojciec Ludwika ożenił się ponownie, z Anną Janikowską, z którą miał szóstkę dzieci; Annę, Jana Pawła Władysława, Edwarda, Helenę Marię, Jadwigę Helenę i Ludwika.

Ludwik wziął ślub z obecnie nieznaną z imienia kobietą i miał z nią dwójkę dzieci, Leonida i Julię. Zmarł 4 sierpnia 1909 r. nieopodal wsi Czorod w Degestanie.

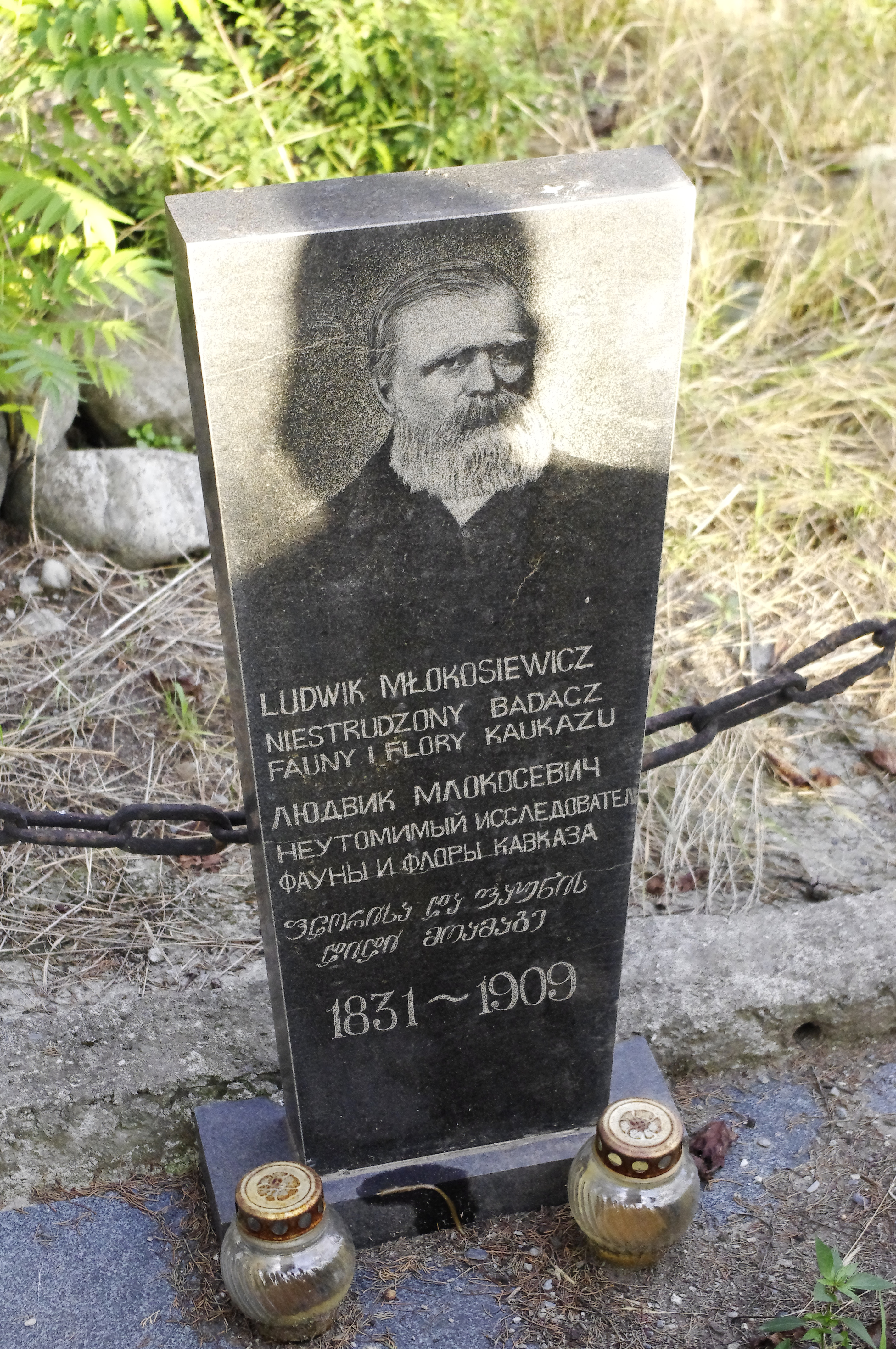
Odnowiony nagrobek L. Młokosiewicza na cmentarzu w Lagodechi
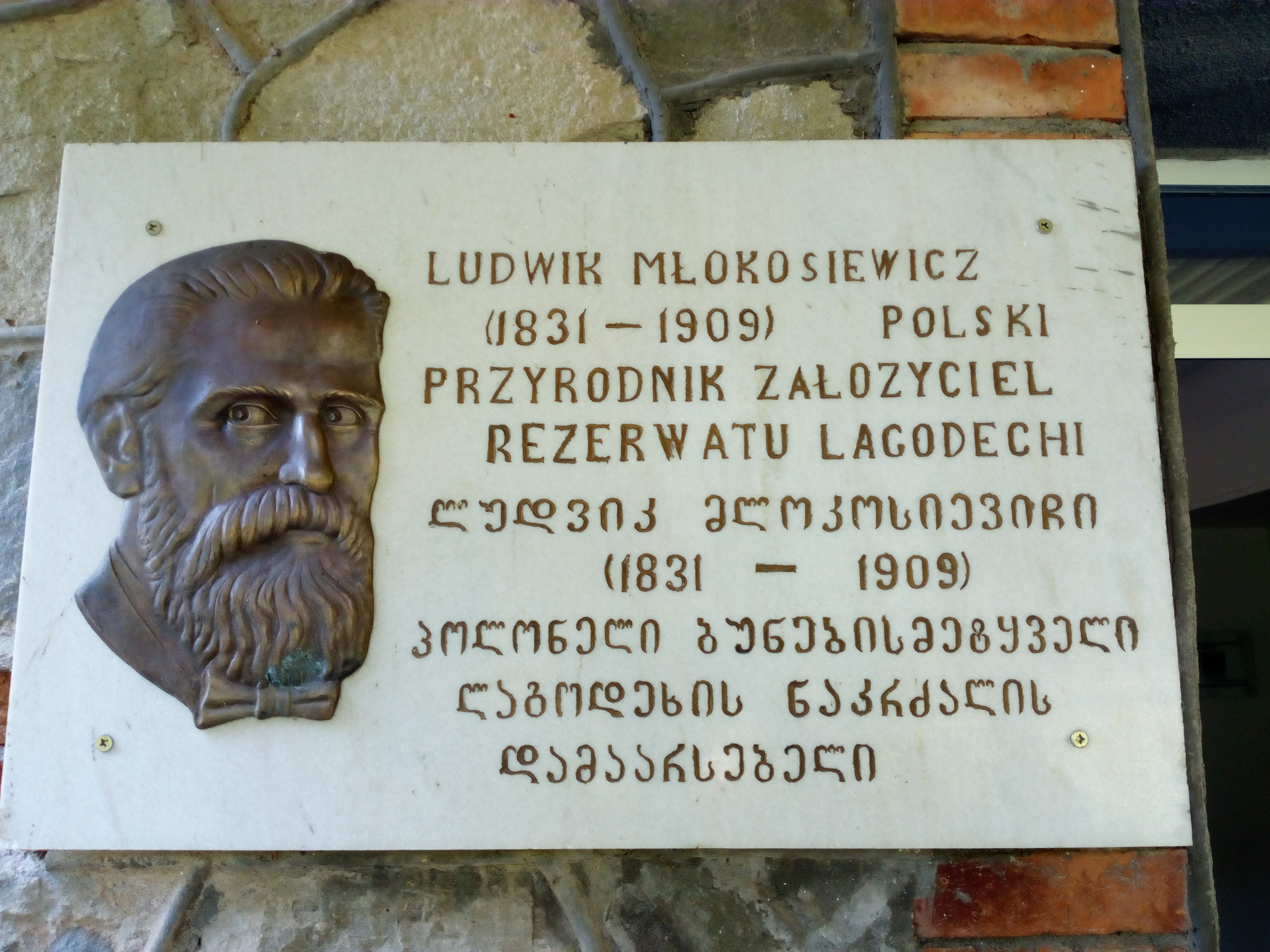
Tablica upamiętniająca umieszczona na budynku siedziby rezerwatu Lagodechi
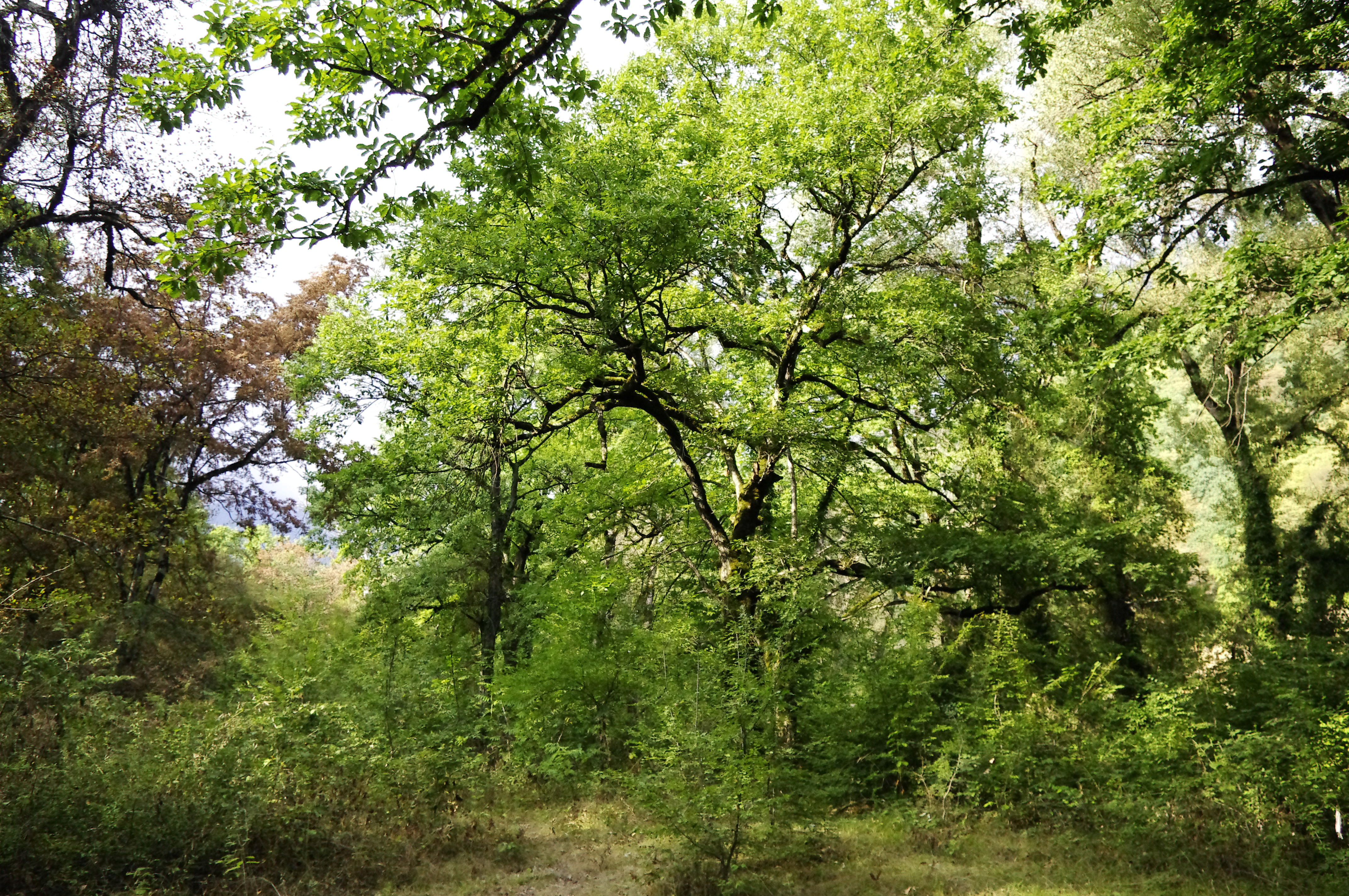
Ogród Ludwika Młokosiewicza w Lagodechi